# Burg Eppstein

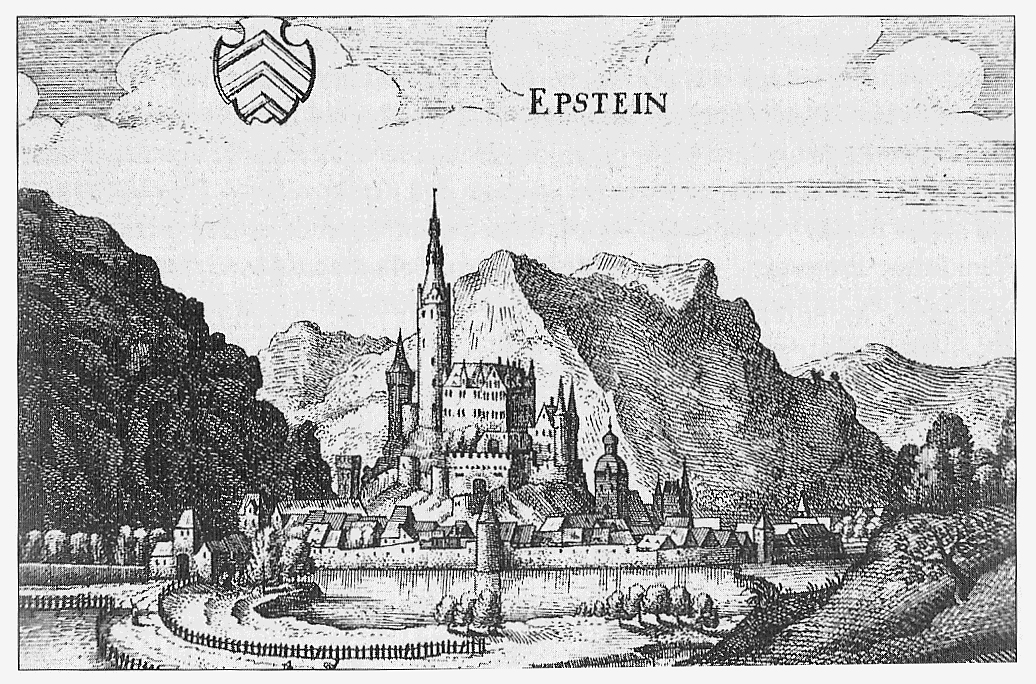
Burg Eppstein auf einem Stich von Matthäus Merian

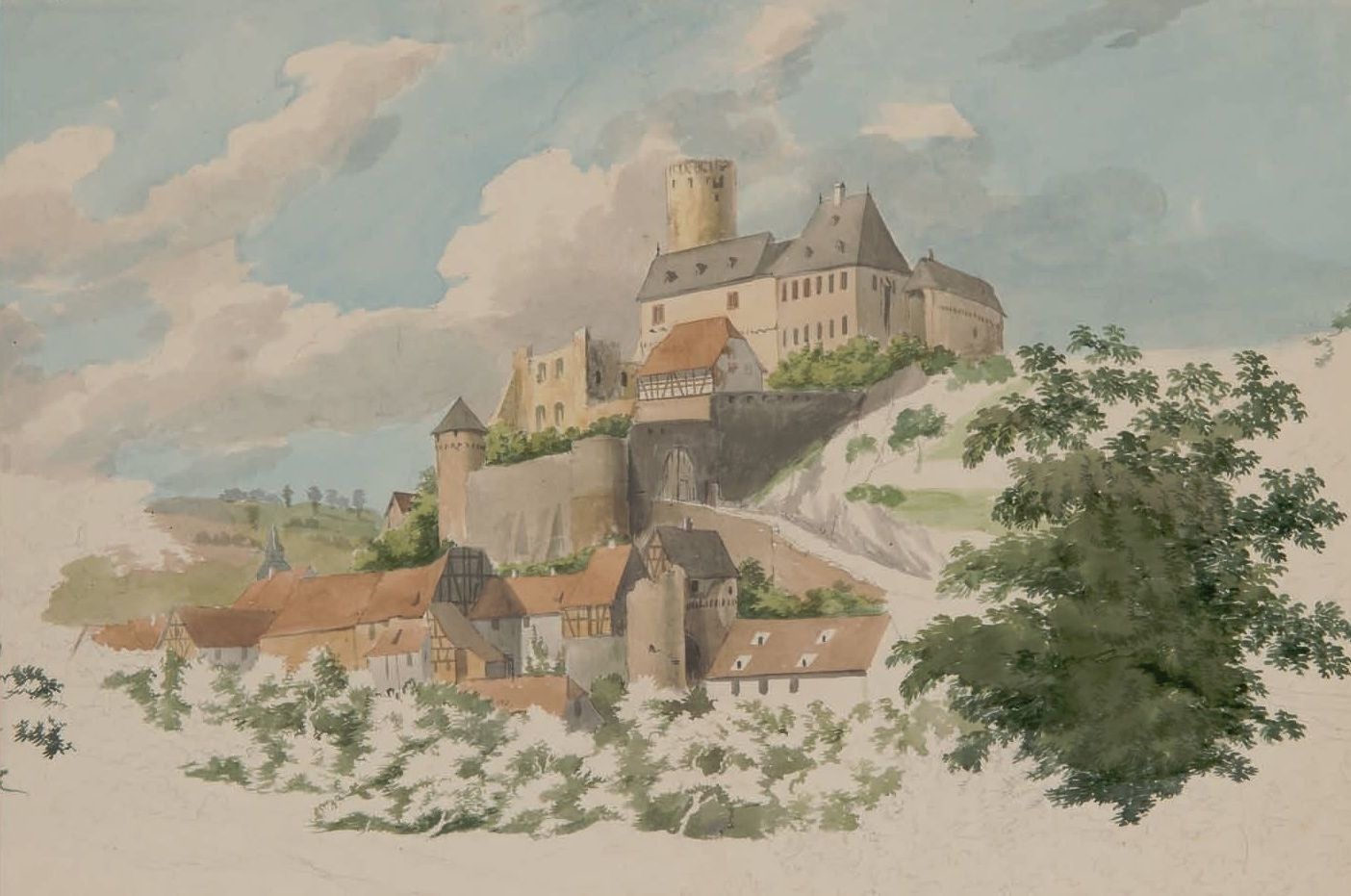
Burg Eppstein, etwa 1823

Die Burg Eppstein ist die Ruine einer Höhenburg auf 200 m ü. NN über der hessischen Stadt Eppstein im Main-Taunus-Kreis. Auf dem Felssporn eines Bergrückens errichtet und durch einen Halsgraben vom Bergrücken getrennt, stellt sie eine typische Spornburg dar. Sie war die Hauptresidenz der Herren von Eppstein, die sich nach ihrer Stammburg nannten.
Bis zum Beginn des 14. Jahrhunderts hatte sich am Fuße der Burg eine Siedlung gebildet, die 1318 die Stadtrechte verliehen bekam. Aus ihr erwuchs die heutige Stadt Eppstein.

## Bewohner und Besitzer
Durchgeführte bauarchäologische Untersuchungen im Umfeld des Palas belegen das 10. Jahrhundert als Gründungszeit der Burg. Sie wurde als Reichsburg zur Grenzsicherung erbaut und 1122 erstmals urkundlich erwähnt. Nur zwei Jahre nach ihrer Erstnennung schenkte Kaiser Heinrich V. eine Hälfte dem Erzstift Mainz, das kurze Zeit später auch die andere Hälfte in seinen Besitz bringen konnte.
Ende des 12. Jahrhunderts kam die Burg als Lehen an die Herren von Hainhausen. Diese nannten sich fortan nach ihrem neuen Wohnsitz Herren von Eppstein und machten die Anlage zum Mittelpunkt ihres Territoriums. Nach der Teilung der Eppsteiner Familie in zwei Linien war die Anlage ab 1433 im Besitz der Linie Eppstein-Münzenberg.
Bereits 1492 mussten die Herren von Eppstein aufgrund finanzieller Schwierigkeiten die westliche Hälfte der Burg an die Landgrafschaft Hessen verkaufen. Diese ließ ihren Teil schlossartig aus- und umbauen und richtete dort einen Verwaltungsmittelpunkt ein. Als mit Eberhard IV. von Eppstein-Königstein 1535 der letzte männliche Vertreter der Familie verstarb, fiel die verbliebene östliche Hälfte der Burg Eppstein erst an die Grafen zu Stolberg und 1581 dann an Kurmainz, das von hier aus seine zahlreichen Besitzungen aus dem Eppsteiner Erbe verwaltete. Der hessische Teil ging durch Erbteilung 1567 erst an die Linie Hessen-Marburg und nach deren Aussterben 1604 an Hessen-Kassel über.
Bei Ausbruch des Dreißigjährigen Kriegs wurden die kurmainzischen Beamten von den protestantischen hessischen Soldaten vertrieben, aber infolge der Eroberung der Burg 1620 durch kaiserliche Soldaten wiedereingesetzt. 1631 besetzten schwedische Truppen die Burg und übergaben sie ihren früheren Herren, den Grafen zu Stolberg. Die Kaiserlichen eroberten Eppstein 1635 wieder zurück. Im Jahr 1640 erfolgte erst die kurzzeitige Eroberung durch protestantische Truppen, die kurz darauf von den Kurmainzern wieder vertrieben wurden. 1648 besetzen französische Truppen die Burg. Der Westfälische Frieden im gleichen Jahr bestätigte Kurmainz den Besitz über die östliche Burghälfte und sprach den westlichen, hessischen Teil der Landgrafschaft Hessen-Darmstadt zu.
Nach der Neuordnung Deutschlands im Jahr 1803 fiel die Burg Eppstein an das Herzogtum Nassau. Da die ehemals hessische Hälfte bereits seit 1776 leer stand, waren diese Gebäude verfallen und nicht mehr bewohnbar. Nassau versteigerte die Anlage daher 1804 auf Abbruch. Der neue private Besitzer ließ bis 1823 die Bauten – mit Ausnahme eines Gebäudes im Osten, das vormals u. a. die Rüstkammer beherbergt hatte und zu diesem Zeitpunkt als katholische Kirche diente – niederlegen, um die Steine als Baumaterial zu verwenden.
1824 erwarb der österreichische Freiherr Franz Maria von Carnea-Steffaneo di Tapogliano zu Kronheim und Eppenstein die Ruine, weil er sich irrtümlich für einen Nachfahren der Herren von Eppstein hielt. Ein Nachkomme – Franz Maria von Carnea-Steffaneo starb 1825 – verkaufte sie 1869 an Graf Otto zu Stolberg-Wernigerode. Dessen Sohn Christian-Ernst zu Stolberg-Wernigerode ließ die Überreste unter Leitung des Architekten Franz Burkhard ab 1906 freilegen und sichern, um sie 1929 der Stadt Eppstein zu schenken.
Unterstützt durch den Main-Taunus-Kreis, das Hessische Landesamt für Denkmalpflege, sowie Sponsoren und den Burgverein Eppstein e. V. wird das Wahrzeichen Eppsteins seit 1968 von der Stadt kontinuierlich saniert, um es zu erhalten.

## Beschreibung

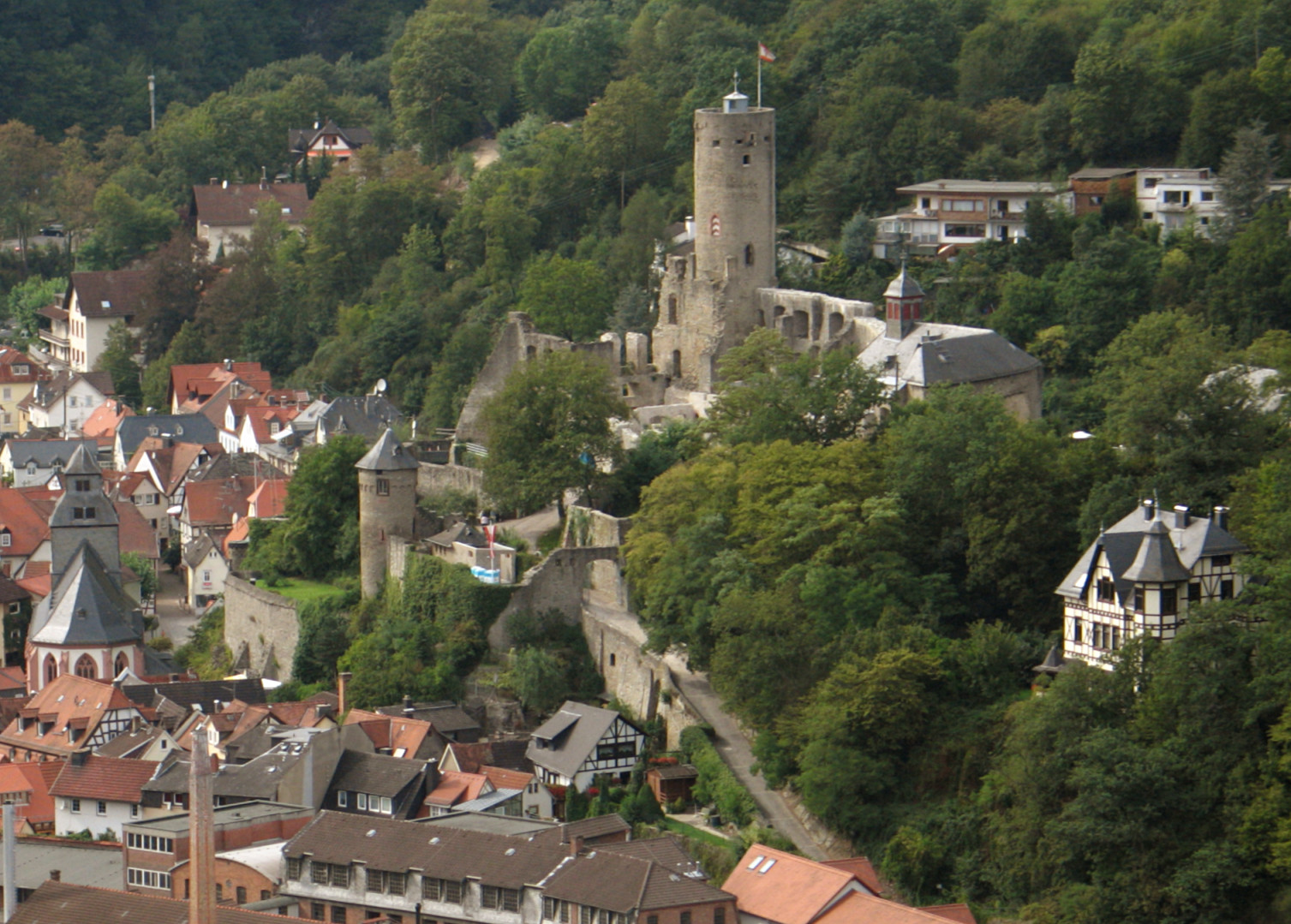
Gesamtansicht der Burganlage von Osten (2006)

Die heute erhaltene Bausubstanz der Burg Eppstein stammt vornehmlich aus dem 14. und 15. Jahrhundert.
Besonders markant ist der runde Bergfried der Anlage. Er besitzt einen viereckigen Unterbau und in seinem Inneren sind flache Kuppelgewölbe erhalten. Im Mittelalter war er 33 m hoch, von denen heutzutage noch 24 m erhalten sind. Seine zwei ursprünglichen Hocheingänge sind noch zu erkennen. Erreichbar waren sie über die Dächer der östlich angrenzenden Gebäude und über den Dachboden des sich südlich anschließenden Palas.
Dieser Palas besaß vier Geschosse und stammt wie der Bergfried aus dem 14. Jahrhundert. Von ihm sind nur noch wenige Reste der beiden unteren Geschosse erhalten.
Besser erhalten ist der sogenannte Küchenbau, der sich östlich des Bergfrieds anschließt. Von dem um 1500 von Kurmainz direkt an der Ringmauer erbauten Gebäude steht noch seine Außenfassade und das Erdgeschoss der hofseitigen Fassade. Im Erdgeschoss befand sich ursprünglich die Kemenate, das Frauengemach.
Die Burganlage besitzt zwei Eingänge. Der östliche ist über eine Halsgrabenbrücke zu betreten, während das Haupttor im Westen über einen steilen Burgweg erreichbar ist.
Die einstige Wehrhaftigkeit wird durch die Überreste großer Zwingeranlagen rund um die Kernburg dokumentiert. Bestandteile dieser waren auch zwei Flankierungstürme im Süden, von denen heutzutage noch der sogenannte Bettelbub erhalten ist. Seinen Namen erhielt der Turm durch die Verwendung seines Kellers als Schuldgefängnis.
Der einzige noch vollständig erhaltene Teil der Burg befindet sich in deren Osten. Das Mainzer Schloss wurde von Kurmainz errichtet und besaß seit 1765 auch eine Kapelle. Dem Umstand, dass diese noch bis 1903 genutzt wurde, ist es zu verdanken, dass das Gebäude nicht wie die übrigen Bauten als Steinbruch genutzt wurde.

## Die Burg heute

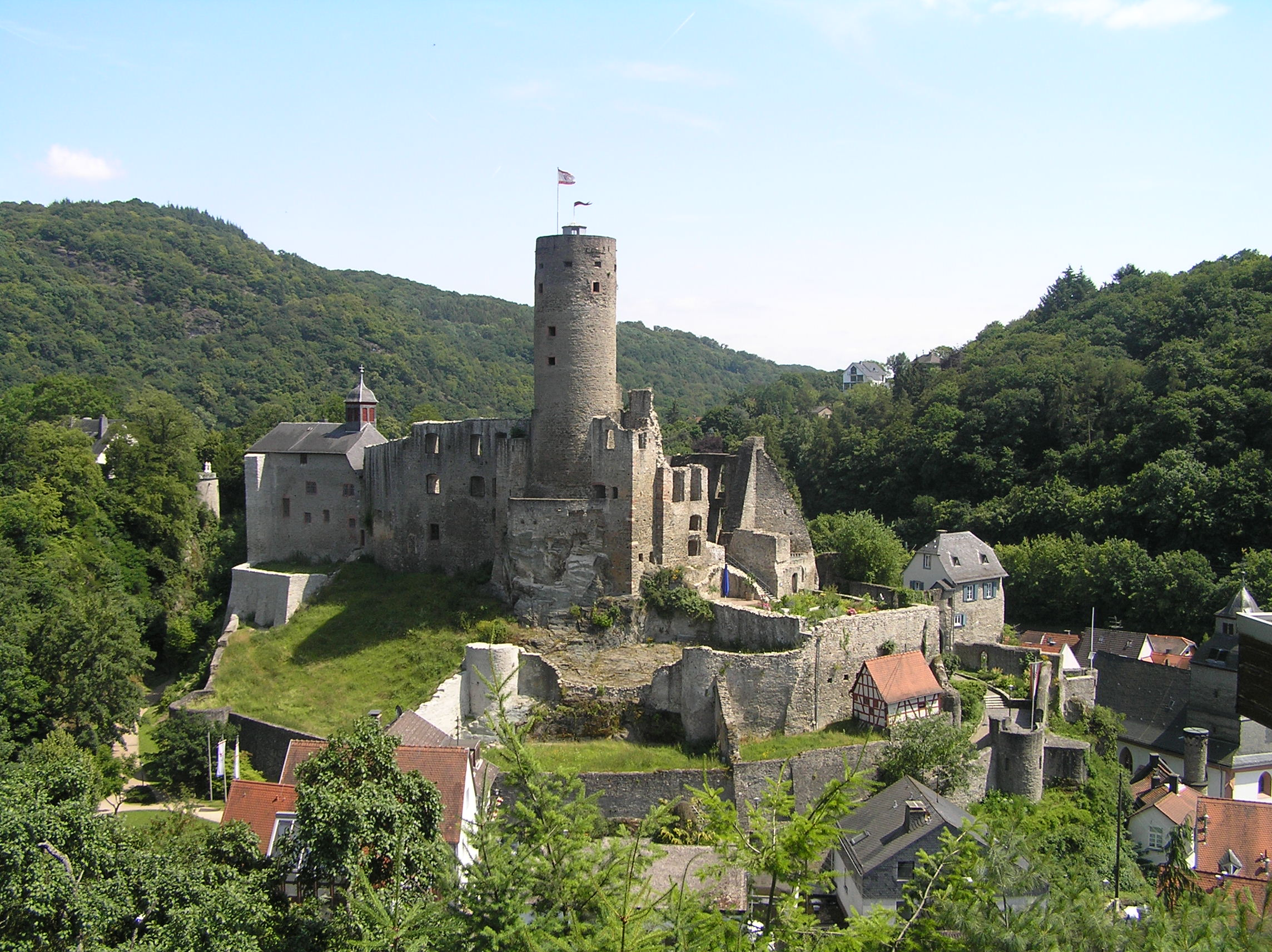
Burg Eppstein

Im erhaltenen Gebäude der Burg befindet sich heute das Stadt- und Burgmuseum, das anfänglich im Bettelbub untergebracht war und 1926 in den heutigen Bau umzog. 2007 zählte es 8.825 Besucher.
Darüber hinaus finden in der Ruine zahlreiche kulturelle Veranstaltungen statt, so zum Beispiel seit 1913 einmal jährlich die Eppsteiner Burgfestspiele.
Die durch ein neues Dach und Fenster wieder nutzbargemachte Kemenate kann für private Veranstaltungen gemietet werden. Unter anderem können über die Standesämter der Städte Eppstein und Kelkheim Trauungen organisiert werden.

## Sagenhaftes
Um die Gründung des Adelsgeschlechtes von Eppstein und der Burg Eppstein ranken sich eine Reihe von Sagen. In einer 1583 entstanden Chronik führen die Eppsteiner ihr Geschlecht selbst auf eine römische Familie Appia Claudia zurück. Seit 1843 wird spekuliert, dass das Geschlecht Eppstein auf Herzog Eberhardt zurückgeht. Viel zitiert wird die Geschichte des Ritters Eppo, der die Burg gegründet haben soll. Diese Figur, die erstmals vom Darmstädter Geschichtsschreiber Helfrich Bernhard Wenck genannt wird, soll nach einer erstmals 1828 gedruckten Fassung das schöne Burgfräulein Bertha von Bremthal aus der Gewalt eines Riesen befreit und diesen in eine Schlucht zu Tode gestürzt haben. Die Rippe des Riesen wurde bis 1854 in der Burg oberhalb des Burgtores gezeigt. Heute befindet sich der Knochen in der Sammlung Nassauischer Altertümer in Wiesbaden. Allerdings handelt es sich nicht um den Knochen eines Riesen, sondern um den eines Wales aus dem 7. oder 8. nachchristlichen Jahrhundert. Eine Kopie des Knochens wird auf der Burg gezeigt.

## Kultur
Für die ZDF-Sendung Die Drehscheibe wurden 1974 Aufnahmen der Popgruppe ABBA auf Burg Eppstein gedreht. In ihrem Musikvideo singen die Schweden ihren Titel Waterloo, mit dem sie am 6. April 1974 den Eurovision Songcontest in Brighton gewannen.